# Festival du film de Tribeca 2014
Le festival du film de Tribeca 2014, 13e édition du festival (13th Tribeca Film Festival), s'est déroulé du 16 au 27 avril 2014.

## Jurys
World Narrative Competition
- Ben Younger, réalisateur et scénariste  États-Unis
- Catherine Hardwicke, réalisatrice  États-Unis
- Lake Bell, réalisatrice, scénariste et actrice  États-Unis
- Bart Freundlich, réalisateur, scénariste et producteur  États-Unis
- Steve Conrad, réalisateur et scénariste  États-Unis

World Documentary Competition
- Jenni Wolfson, productrice  États-Unis
- Andrea Meditch, fondatrice de Back Allie Films  États-Unis
- Marina Zenovich, réalisatrice et productrice  États-Unis
- Nick Fraser, journaliste  États-Unis
- David Edelstein, écrivain et critique  États-Unis

Emerging Competition
- Jeff Goldblum
- Nadine Labaki
- Dorothy Lyman
- Adepero Oduya
- Mickey Sumner

Shorts Competition
- Alfonso Arau
- Whoopi Goldberg
- Christine Lahti
- Sheila Nevins
- Paul Wesley

## Sélection
Note : les titres indiqués ci-dessous sont ceux du site officiel du festival. Il peut s'agir du titre définitif, anglophone ou international.

### World Narrative Competition
- Brides (Patardzlebi) de Tinatin Kajrishvili  Géorgie  France
- Five Star de Keith Miller  États-Unis
- Gabriel de Lou Howe  États-Unis
- Glass Chin de Noah Buschel  États-Unis
- Goodbye to All That de Angus MacLachlan  États-Unis
- Güeros de Alonso Ruizpalacios  Mexique
- Les Opportunistes (Il capitale umano) de Paolo Virzì  Italie  France
- L'Enlèvement de Michel Houellebecq de Guillaume Nicloux  France
- Loitering with Intent de Adam Rapp  États-Unis
- Something Must Break (Nånting måste gå sönder) de Ester Martin Bergsmark  Suède
- X/Y de Ryan Piers Williams  États-Unis
- Zero Motivation de Talya Lavie  Israël

### World Documentary Competition
- 1971 de Johanna Hamilton  États-Unis
- Ballet 422 de Jody Lee Lipes  États-Unis
- Dior et moi de Frédéric Tcheng  France
- Fishtail de Andrew Renzi  États-Unis
- Garnet's Gold de Ed Perkins  Royaume-Uni
- Mala Mala de Dan Sickles et Antonio Santini  Porto Rico
- Misconception de Jessica Yu  États-Unis
- Ne me quitte pas de Sabine Lubbe Bakker et Niels van Koevorden  Pays-Bas  Belgique
- Point and Shoot de Marshall Curry  États-Unis
- Regarding Susan Sontag de Nancy Kates  États-Unis
- Tomorrow We Disappear de Jimmy Goldblum et Adam Weber  États-Unis
- Virunga de Orlando von Einsiedel  Royaume-Uni

### Gala Screenings
- Begin Again de John Carney  États-Unis (film de clôture)
- Time is Illmatic de One9  États-Unis (film d'ouverture)
- When the Garden was Eden de Michael Rapaport  États-Unis

### Special Screenings
- 6 de Louie Psihoyos  États-Unis
- The Battered Bastards of Baseball de Maclain Way et Chapman Way  États-Unis
- Björk: Biophilia Live de Peter Strickland et Nick Fenton  Royaume-Uni
- A Brony Tale de Brent Hodge  Canada  Nouvelle-Zélande
- Iverson de Zatella Beatty  États-Unis
- Maradona '86 de Sam Blair  Royaume-Uni
- My Own Man de David Sampliner  États-Unis
- The Opposition de Jeff Plunkett et Ezra Edelman  États-Unis
- This Time Next Year de Farihah Zaman et Jeff Reichert  États-Unis
- True Son de Kevin Gordon  États-Unis
- Untitled James Brown Documentary de Alex Gibney  États-Unis
- Le Voyage en Occident (西遊) de Tsai Ming-liang  France  Taïwan

### Spotlight
- 5 to 7 de Victor Levin  États-Unis
- About Alex de Jesse Zwick  États-Unis
- Alex of Venice de Chris Messina  États-Unis
- All About Ann: Governor Richards of the Lone Star State de Keith Patterson et Phillip Schopper  États-Unis
- Beyond the Brick: A Lego Brickumentary de Daniel Junge et Kief Davidson  Danemark  États-Unis
- Boulevard de Dito Montiel  États-Unis
- Les Beaux Jours de Marion Vernoux  France
- Chef de Jon Favreau  États-Unis
- Every Secret Thing de Amy Berg  États-Unis
- Kraftidioten de Hans Petter Moland  Norvège
- In Your Eyes de Brin Hill  États-Unis
- Just Before I Go de Courteney Cox  États-Unis
- Keep on Keepin' On de Alan Hicks  États-Unis
- Life Partners de Susanna Fogel  États-Unis
- Love is Strange de Ira Sachs  États-Unis
- Lucky Them de Megan Griffiths  États-Unis
- Manos Sucias de Josef Wladyka  Colombie  États-Unis
- Match de Stephen Belber  États-Unis
- Miss Meadows de Karen Leigh Hopkins  États-Unis
- Murder of a Cat de Gillian Greene  États-Unis
- The Newburgh Sting de Kate Davis et David Heilbroner  États-Unis
- Night Moves de Kelly Reichardt  États-Unis
- The Other One: The Long, Strange Trip of Bob Weir de Mike Fleiss  États-Unis
- The One I Love de Charlie McDowell  États-Unis
- Palo Alto de Gia Coppola  États-Unis
- The Search for General Tso de Ian Cheney  États-Unis
- Silenced de James Spione  États-Unis
- Sister de David Lascher  États-Unis
- Slaying The Badger de John Dower  Royaume-Uni
- Super Duper Alice Cooper de Reginald Harkema, Scot McFadyen et Sam Dunn  Canada
- Third Person de Paul Haggis  États-Unis
- La Vénus à la fourrure de Roman Polanski  France  Pologne

### Midnight Screenings
- The Canal de Ivan Kavanagh  Irlande
- Extraterrestrial de Colin Minihan  Canada
- Indigenous de Alastair Orr  États-Unis
- Intramural de Andrew Disney  États-Unis
- Preservation de Christopher Denham  États-Unis
- Der Samurai de Till Kleinert  Allemagne
- Zombeavers de Jordan Rubin  États-Unis

## Palmarès
World Narrative Competition
- Meilleur film[1] : Zero Motivation de Talya Lavie  Israël
- Meilleur acteur : Paul Schneider dans Goodbye to All That  États-Unis
- Meilleure actrice : Valeria Bruni Tedeschi dans Les Opportunistes (Il capitale umano)  Italie
- Meilleur scénario : Guillaume Nicloux pour L'Enlèvement de Michel Houellebecq  France
- Meilleure photographie : Damian García pour Güeros  Mexique
- Meilleur montage : Keith Miller pour Five Star  États-Unis

World Documentary Competition
- Meilleur film documentaire : Point and Shoot de Marshall Curry  États-Unis
  - Mention spéciale : Regarding Susan Sontag de Nancy Kates  États-Unis
- Meilleur montage : Sabine Lubbe Bakker et Niels van Koevorden pour Ne me quitte pas  Pays-Bas  Belgique

Emerging Competition
- Best New Narrative Director : Josef Wladyka  pour Manos Sucias  Colombie
  - Mention spéciale : Alonso Ruizpalacios pour Güeros  Mexique
- Best New Documentary Director : Alan Hicks pour Keep on Keepin' On  États-Unis

Short Film Competition
- Meilleur court métrage : The Phone Call de Mat Kirkby  Royaume-Uni
- Meilleur court métrage documentaire : One Year Lease de Brian Bolster  États-Unis
  - Mention spéciale : The Next Part de Erin Sanger  États-Unis
- Student Visionary Award : Nesma's Birds de Najwan Ali et Medoo Ali  Irak
  - Mention spéciale : Cycloid de Tomoki Kurogi  Japon

Autres prix
- Nora Ephron Prize : Talya Lavie pour Zero Motivation  Israël
  - Mention spéciale : Ilmar Raag pour I Won't Come Back  Russie